# Giovan Giacomo Passeri
Giovan Giacomo Passeri (Montefalco, ... – Urbino, 5 settembre 1551) è stato un francescano italiano.

## Biografia
Religioso dell'Ordine dei Frati Minori Conventuali, era Ministro provinciale di Romagna quando prese parte al Concilio di Trento dove il 27 giugno 1546 è documentato un suo intervento sulla giustificazione.
Ad Assisi il 9 giugno 1549 fu eletto Ministro generale dell'Ordine. Morì in Urbino il 10 settembre 1551 e fu sepolto nella locale chiesa di San Francesco.